# Ayuntamiento de Trucios
El Ayuntamiento de Trucios (en euskera: Turtziozko Udala) es el órgano encargado del gobierno y administración del municipio de Trucios, situado en la provincia de Vizcaya, País Vasco, España. Está presidido por el alcalde. En 2023 ocupa dicho cargo José Manuel Coterón Fernández, del PNV.

## Alcaldes
| Periodo   | Nombre                            | Partido                                                      |
| --------- | --------------------------------- | ------------------------------------------------------------ |
| 1979-1983 | Ramón Otaola                      | Euzko Alderdi Jeltzalea-Partido Nacionalista Vasco (EAJ-PNV) |
| 1983-1987 | Benigno Garay Fernández           | Euzko Alderdi Jeltzalea-Partido Nacionalista Vasco (EAJ-PNV) |
| 1987-1991 | Jesús María Palacio Vitoria       | Independiente                                                |
| 1991-1995 | Jesús María Palacio Vitoria       | Independiente                                                |
| 1995-1999 | Juan Ignacio Hernandorena Calante | Eusko Alkartasuna (EA)                                       |
| 1999-2003 | Juan Ignacio Hernandorena Calante | Eusko Alkartasuna (EA)                                       |
| 2003-2007 | Juan José Llano Llaguno           | Euzko Alderdi Jeltzalea-Partido Nacionalista Vasco (EAJ-PNV) |
| 2007-2011 | Juan José Llano Llaguno           | Euzko Alderdi Jeltzalea-Partido Nacionalista Vasco (EAJ-PNV) |
| 2011-2015 | José Manuel Coterón Fernández     | Euzko Alderdi Jeltzalea-Partido Nacionalista Vasco (EAJ-PNV) |
| 2015-2019 | José Manuel Coterón Fernández     | Euzko Alderdi Jeltzalea-Partido Nacionalista Vasco (EAJ-PNV) |
| 2019-2023 | José Manuel Coterón Fernández     | Euzko Alderdi Jeltzalea-Partido Nacionalista Vasco (EAJ-PNV) |
| 2023-act. | José Manuel Coterón Fernández     | Euzko Alderdi Jeltzalea-Partido Nacionalista Vasco (EAJ-PNV) |

## Pleno

### Corporación municipal 1979[2]
| Alcalde  | Ramón Otaola              | PNV           |
| Concejal | Guillermo Carranza Lizasa | PNV           |
| Concejal | Jesús Llano               | PNV           |
| Concejal | Vicente Llaguno           | PNV           |
| Concejal | Juan A. Etxebarria        | PNV           |
| Concejal | Manuel Garate             | Independiente |
| Concejal | Aquilino San Sebastián    | Independiente |

### Corporación municipal 1983[2]
| Alcalde  | Beningno Garay Fernández     | PNV |
| Concejal | Guillermo Carranza Lizasa    | PNV |
| Concejal | Germán Coterón Fernández     | PNV |
| Concejal | María Teresa Arana Salvarrey | PNV |
| Concejal | Eusebio Irusta Acasuso       | PNV |
| Concejal | Ismael Sierra Zubicaray      | GEI |
| Concejal | José Ignacio Llano Angulo    | GEI |

### Corporación municipal 1987
| Alcalde  | Jesús María Palacio Vitoria   | Independiente |
| Concejal | Jose Ignacio Llano Anguio     | Independiente |
| Concejal | Josefa Larrauri Ubieta        | Independiente |
| Concejal | Vicente Romaña Ruiz           | Independiente |
| Concejal | Melquiades Cue Calvo          | Independiente |
| Concejal | Gerardo Llaguno López         | PNV           |
| Concejal | José María Txabarri Amarizkar | EA            |

### Corporación municipal 1991
| Alcalde  | Jesús María Palacio Vitoria           | Independiente |
| Concejal | José Ignacio Llano Anguio             | Independiente |
| Concejal | Josefa Larrauri Ubieta                | Independiente |
| Concejal | Jose Ramón Cirion Ancino              | Independiente |
| Concejal | Benigno Garay Fernández               | PNV           |
| Concejal | Maria Dolores Larena Serna            | PNV           |
| Concejal | María del Carmen Hernandorena Calante | EA            |

### Corporación municipal 1995
| Alcalde  | Juan Ignacio Hernandorena Calante | EA  |
| Concejal | Pedro Lanas Llaguno               | EA  |
| Concejal | Izaskun Gorrotxategi Larena       | EA  |
| Concejal | Rafael Carranza Ereño             | EA  |
| Concejal | Benigno Garai Fernández           | PNV |
| Concejal | José Ángel Larena Serna           | PNV |
| Concejal | José María Lombera González       | PNV |

### Corporación municipal 1999
| Alcalde  | Juan Ignacio Hernandorena Calante | EA  |
| Concejal | Pedro Lanas Llaguno               | EA  |
| Concejal | Rafael Carranza Ereño             | EA  |
| Concejal | Julian Fernandez San Sebastian    | EA  |
| Concejal | Maria Amparo Arana Angulo         | PNV |
| Concejal | Alberto Vidales Aretxaga          | PNV |
| Concejal | Asier Haza del Cerro              | PNV |

### Corporación municipal 2003
| Alcalde  | Juan José Llano Llaguno           | PNV |
| Concejal | Asier Haza del Cerro              | PNV |
| Concejal | Juan Antonio Casares Llaguno      | PNV |
| Concejal | José Ángel Larena Serna           | PNV |
| Concejal | Juan Ignacio Hernandorena Calante | EA  |
| Concejal | Pedro Lanas Llaguno               | EA  |
| Concejal | Julián Fernández San Sebastián    | EA  |

### Corporación municipal 2007
| Alcalde  | Juan José Llano Llaguno | PNV          |
| Concejal | Asier Haza              | PNV          |
| Concejal |                         | PNV          |
| Concejal |                         | PNV          |
| Concejal |                         | Turtzioz Bai |
| Concejal |                         | Turtzioz Bai |
| Concejal |                         | Turtzioz Bai |

### Corporación municipal 2011
| Alcalde  | J. Manuel Coterón  | PNV          |
| Concejal | Sergio Domínguez   | PNV          |
| Concejal | Aranzazu Pinedo    | PNV          |
| Concejal | Unai Gorrochategui | PNV          |
| Concejal | Raúl Baranda       | Turtzioz Bai |
| Concejal | Gorka Llaguno      | Turtzioz Bai |
| Concejal | Álvaro Sainz       | Bildu        |

### Corporación municipal 2015
| Alcalde  | J. Manuel Coterón          | PNV      |
| Concejal | Vanessa Ortiz Artieta      | PNV      |
| Concejal | Romualdo Zorrilla Barreras | PNV      |
| Concejal | Rosa Teresa Martín Gallego | PNV      |
| Concejal | José Luis Vía Llaguno      | PNV      |
| Concejal | Marta Gómez Berán          | EH Bildu |
| Concejal | Luis Alberto Gutiérrez     | EH Bildu |

### Corporación municipal 2019
| Alcalde  | J. Manuel Coterón           | PNV              |
| Concejal | Sheila Rasines Helguera     | PNV              |
| Concejal | Nerea Abad San Sebastián    | PNV              |
| Concejal | José Luis Vía Llaguno       | PNV              |
| Concejal | Rosa Teresa Martín Gallego  | PNV              |
| Concejal | Marta Gómez Berán           | Turtzioz Bizirik |
| Concejal | Luis Manuel Prado Arrugaeta | Turtzioz Bizirik |

### Corporación municipal 2023[3]
| Alcalde  | J. Manuel Coterón           | PNV      |
| Concejal | Inés Palacio Llaguno        | PNV      |
| Concejal | José María Lombera González | PNV      |
| Concejal | José Luis Vía Llaguno       | PNV      |
| Concejal | Sheila Rasines Helguera     | PNV      |
| Concejal | Leire Collazos Domínguez    | EH Bildu |
| Concejal | Sheila Alicante Portillo    | EH Bildu |